# Spareggio
Lo spareggio è un sistema previsto in tutti gli sport, atto ad attribuire un titolo o un piazzamento, tra formazioni o giocatori che abbiano riportato lo stesso punteggio nella classifica finale. 

## Sport di squadra

### Calcio italiano
Sia pur con forme e regolamenti differenti, gli spareggi sono rimasti in vigore sino al 2004-05, e di nuovo dal 2022-23. Dalla stagione 2005-06 al 2021-22 sono stati aboliti, in quanto ogni categoria del campionato nazionale prevede i seguenti criteri:
| Posizione | Criterio                              | Formulazione |
| --------- | ------------------------------------- | --- |
| 1.        | Classifica avulsa                     | Viene formulata una particolare classifica in cui si tiene conto dei risultati dei confronti diretti, escludendo eventuali penalità. |
| 2.        | Differenza reti dei confronti diretti | Sono computati esclusivamente i gol della classifica avulsa, di cui sopra.                                                           |
| 3.        | Differenza reti totale                | Si tiene conto delle reti nell'intero campionato, per la sola stagione regolare.                                                     |
| 4.        | Maggior numero di reti segnate        | Viene premiata la squadra che ha realizzato più reti in campionato, anche qui considerando la stagione regolare.                     |
| 5.        | Sorteggio                             | Qualora i precedenti criteri non sciolgano la situazione di parità, viene effettuato un sorteggio.                                   |

Dalla stagione 2022-2023 nella serie A è previsto l'incontro di spareggio per lo scudetto e la salvezza in caso di arrivo a pari punti. Per stabilire i piazzamenti nelle coppe europee valgono le regole precedenti.
Di seguito, tutti gli spareggi disputati nella storia del girone unico.

## Sport individuali

### Scacchi
- Sistema Buchholz
- Punteggio Sonneborn-Berger